# Верзила (фильм, 2012)
«Верзи́ла» (англ. The Tall Man) — триллер 2012 года французского режиссёра и сценариста Паскаля Ложье. В главных ролях: Джессика Бил, Джодель Ферланд, Стивен Макхэтти, Уильям Б. Дэвис и Саманта Феррис. Мировая премьера фильма состоялась 12 марта 2012 года.

## Сюжет
Действие фильма разворачивается в американском городе Колд-Рок, в котором на протяжении многих лет пропадают без вести дети. Местные легенды гласят, что их забирает к себе таинственный высокий человек.
Жительница Колд-Рок, медсестра Джулия, не верит в эти легенды до тех пор, пока однажды ночью не обнаруживает, что кровать её сына пуста. Спустившись на первый этаж, она в ужасе видит, как некая тёмная фигура вместе с её сыном покидает дом. Руководствуясь инстинктом, Джулия кидается вслед за ними, пытаясь сделать всё возможное, чтобы вернуть сына, а заодно и получить ответы на вопросы: кто такой этот высокий человек? И что происходит с детьми?

## В ролях
| Актёр           | Роль             |
| --------------- | ---------------- |
| Джессика Бил    | Джулия Деннинг   |
| Джодель Ферланд | Дженни           |
| Стивен Макхэтти | лейтенант Додд   |
| Уильям Б. Дэвис | шериф Честнат    |
| Саманта Феррис  | Трейси           |
| Коллин Уилер    | миссис Джонсон   |
| Ив Харлоу       | Кристин          |
| Джанет Райт     | Триш             |
| Ферн Дауни      | миссис Паркер Ли |
| Джон Манн       | Дуглас           |
| Тич Грант       | Стивен           |
| Гарвин Санфорд  | Роберт           |
| Джейкоб Дэвис   | Дэвид            |

## Производство
Джессика Бил сказала, что ей понравился предыдущий фильм Паскаля Ложье «Мученицы», и ей понравился сценарий «Высокий мужчина», который поразил ее непредсказуемыми поворотами сюжета. Она увлеклась новым проектом и захотела с ним поработать. Съемки начались в сентябре 2010 года.

## Выпуск
Премьера фильма состоялась на фестивале South by Southwest, где его приобрела компания Image Entertainment. Был выпущен ограниченным тиражом 31 августа 2012 года, а 25 сентября 2012 года был выпущен на дисках Blu-ray и DVD.

## Критика
На агрегаторе рецензий Rotten Tomatoes сообщает, что 43 % из 30 опрошенных критиков дали положительный отзыв, а средний балл составил 5,4 из 10.
Марк Олсен из Los Angeles Times написал, что «игра Бил была правдоподобной, а фильм атмосферным, но история становится нелепой и бессмысленной». Крис Пэкхем из The Village Voice назвал фильм «неправдоподобным», с «вводящими в заблуждение поворотами повествования». Скотт Тобиас из The A.V. Club поставил оценку «B» и описал сюжет фильма как «непредсказуемый, но громоздкий, хотя игра Бил и финальный поворот сюжета спасают фильм от ожидаемой посредственности». Элизабет Керр из The Hollywood Reporter написала, что, как и в «Мученицах», в фильме были «захватывающие образы, но свинцовое повествование».